# FMA 21
El F.M.A. 21 fue un avión argentino derivado del North American NA-16 del cual se construyó un solo ejemplar con el objetivo de experimentar nuevos materiales y técnicas constructivas.

## Historia
Al estallar la Segunda Guerra Mundial y debido a su neutralidad, Argentina se vio imposibilitada de adquirir material estratégico aeronáutico, ya que el mismo provenía de las naciones en pugna.
Por ello se le ordenó al Instituto Aerotécnico emprender un programa de sustitución de importaciones potenciando a la Fábrica Militar de Aviones para que proveyera el material aéreo que requería el país, utilizando a tal fin materias primas de origen argentino, principalmente maderas. Entre los programas emprendidos fue el avión de entrenamiento avanzado I.Ae. 22 "DL" y el bimotor de ataque I.Ae. 24 Calquín.
Sin embargo, antes que todo esto pudiese realizarse, debió experimentarse las partes principales a escala real para comprobar sus cualidades en una máquina de similares características y sometida a los mismos esfuerzos que las que se esperaba construir. Como el I.Ae. 22 "DL" que se estaba desarrollando era similar al North American NA-16 de origen estadounidense (antecesor cercano del conocido T-6 Texan), se decidió adaptarle a un fuselaje de NA-16 que había adquirido la Argentina un ala realizada en maderas nacionales comprensadas (siguiendo métodos desarrolladas por la fábrica inglesa De Havilland. Era propulsado por un motor radial sobrealimentado de diseño y fabricación autóctonos, El Gaucho I.Ae.17 de 9 cilindros y 450 cv.
El proyecto recibió el nombre de F.M.A. 21, y voló por primera vez en 1943 con resultados muy satisfactorios, con lo que quedó demostrada la valía de la técnica en madera y se ordenó el desarrollo final del I.Ae.D.L.22, de origen netamente argentino.

## Especificaciones

### Características generales
- Tripulación: 2
- Planta motriz: 1× I.Ae. 17 "El Gaucho", radial de 9 cilindros.
  - Potencia: 331 kW (444 HP; 450 CV)